# Hugo IV van Lusignan
Hugo IV van Lusignan bijgenaamd de Bruine (overleden in 1026) was van 1012 tot aan zijn dood heer van Lusignan. Hij behoorde tot het huis Lusignan.

## Levensloop
Hugo IV was de zoon van heer Hugo III van Lusignan en ene Arsendis. In 1012 volgde hij zijn vader op als heer van Lusignan. Hij had een stormachtige persoonlijkheid en bracht het huis Lusignan op weg om in Europa en het Midden-Oosten enige prominentie te bereiken.
Hugo voerde jarenlang oorlog met de burggraven van Thouars. Dit kwam omdat hij door zijn huwelijk met Aldiarde, dochter van burggraaf Rudolf van Thouars, vond dat dit burggraafschap hem als rechtmatig bezit toekwam. Als bruidsschat kreeg hij de burcht van Mouzeuil toegewezen. Bovendien bezat hij de burcht van Lusignan, die zijn grootvader Hugo II gebouwd had, en de burcht van Couhé, die gebouwd was door de hertogen van Aquitanië. Na het overlijden van zijn schoonvader Rudolf werd de burcht van Mouzeuil door diens opvolger Godfried heroverd.
Ook voerde hij een lange oorlog tegen heer Amalrik I van Rancon, die Civray, een leengoed van graaf Bernard I van La Marche, had bezet. In alliantie met hertog Willem V van Aquitanië heroverden Hugo IV en Bernard I Civray. Vervolgens kreeg Hugo IV Civray als leengoed, maar hij verloor het al snel terug aan Amalrik I van Rancon, waardoor de oorlog verderging. 
Toen het burggraafschap Châtellerault vacant geraakte, probeerde Hugo IV Willem V te overtuigen om het burggraafschap aan hem te geven, maar het bleef enkel bij loze beloftes. Hugo begon daarop een oorlog tegen Willem V, totdat die hem met Vivonne beleende. Dit was nog in het bezit geweest van zijn oom Joscelin, die in 1015 kinderloos gestorven was. Later ontnam Willem V de belastinginkomstrechten die Hugo IV over de abdij van Saint-Maixent had, die Willems moeder Emma, echtgenote van hertog Willem IV van Aquitanië, aan Hugo's vader had toegekend. 
Op 6 maart 1025 schonk hij landerijen in Lusignan en Couhé aan de Saint-Hilaire-abdij van Poitiers, met de bedoeling een klooster op te richten voor zijn zielenheil. Hetzelfde jaar verzoende hij zich definitief met de hertog van Aquitanië. Kort daarna, in 1026, stierf hij.
Hugo IV en zijn echtgenote Audéarde kregen volgend kinderen: Hugo V (overleden in 1060), die zijn vader opvolgde als heer van Lusignan, en Rorgo, die monnik werd.